# 12088 Macalintal
A 12088 Macalintal (ideiglenes jelöléssel 1998 HZ31) a Naprendszer kisbolygóövében található aszteroida. A LINEAR projekt keretében fedezték fel 1998. április 20-án.